# Martin Joseph Mack
Martin Joseph von Mack (* 19. Februar 1805 auf Burg Neuhaus bei Igersheim; † 24. September 1885 in Ziegelbach, OA Waldsee) war ein deutscher katholischer Theologe.

## Leben
Mack studierte Philosophie und Theologie in Tübingen an der Eberhard Karls Universität und im Wilhelmsstift. An der Eberhard Karls Universität nahm er an verschiedenen Preisaufgaben erfolgreich teil, wurde am 17. September 1828 zum Priester geweiht und wurde dann ein Jahr in der Seelsorge eingesetzt. Hiernach wurde er Repetent, Professor und Dekan der Katholisch-Theologischen Fakultät Tübingen. 1848 war er Mitglied des Vorparlaments.
Eine seiner Schriften – „Über die Einsegnung der gemischten Ehen“ (750 Exemplare) machte ihn im Jahr 1840 deutschlandweit bekannt: Er wurde aus seinem Amt als Rektor der Universität verwiesen und wurde Landpriester. Mack hatte von Studenten und Ultramontanen viel Unterstützung; seine Disziplinierung führte zu Vorwürfen gegenüber der württembergischen Regierung, sie hätten die Forschungsfreiheit des Theologen verletzt. Die Alumnen des Tübinger Priesterseminars schrieben ihm einen Brief anlässlich seiner Absetzung, um ihre Solidarität mit ihm auszudrücken. Von 1844 bis 1850 und von 1862 bis 1868 besaß Mack ein Mandat in der Zweiten Kammer der Württembergischen Landstände als gewählter Abgeordneter des Oberamts Riedlingen. 
Mack starb nach zahlreichen weiteren Jahren in der Seelsorge im Jahre 1885.

## Werke
- Über die ursprünglichen Leser des Briefes an die Hebräer. Akademisches Programm, Tübingen 1836
- Commentar über die Pastoralbriefe des Apostels Paulus. Tübingen 1836, 2. Aufl.
- Bericht über des Herrn Dr. Strauß kritische Beurteilung des Lebens Jesu. 2 Hefte. Tübingen 1837
- Über die Einsegnung der gemischten Ehen. Ein theologisches Votum. Tübingen/Wien 1840
- Catholica. Mittheilungen aus der Geschichte der katholischen Kirche in Württemberg. 1. (einzige) Lieferung. Augsburg 1841
- Zur Abwehr und Verständigung. Schaffhausen 1842
- Die katholische Kirchenfrage in Württemberg mit Rücksicht auf die 35. Sitzung der Kammer der Abgeordneten. Schaffhausen 1845
- Haus-Postille für Katholiken. 2 Teile. (»Gewidmet allen treuen Katholiken in dem Bisthums-Sprengel Rottenburg«). Tübingen 1847
- Weitere exegetische Arbeiten, auch Rezensionen in der Theologischen Quartalschrift 1831–1839, wie auch in der Zeitschrift für Theologie (Freiburg) und im Kirchenlexikon von Wetzer und Welte.